# بيتر باتشيلور
بيتر باتشيلور (بالإنجليزية: Peter Batchelor)‏ هو نقابي وسياسي أسترالي، ولد في 21 سبتمبر 1950. حزبياً، نشط في حزب العمل الأسترالي (فرع فكتوريا) ‏. في 1990 Thomastown state by-election ‏، انتخب عضو الجمعية التشريعية فيكتوريا عن دائرة Electoral district of Thomastown ‏ (3 فبراير 1990 – 26 نوفمبر 2010).